# Ubangui do Sul
O Ubangui do Sul (em francês: Sud-Ubangi) é uma província da República Democrática do Congo. Foi criada pela Constituição de 2005 e instalada em 2009, no antigo território de Equador. Possui 2.744.355 habitantes (Estimativa para 2006). Sua capital é a cidade de Gemena.
Devido ao rio Ubangui, que atravessa a província, foi-lhe dado seu nome.